# Schlüsselversicherung
Die Schlüsselversicherung ist eine Art Haftpflichtversicherung, die den Versicherungsnehmer von Ansprüchen beim Verlust von Schlüsseln freistellt.

## Hintergrund
In Einrichtungen mit großem Publikumsverkehr (Firmengebäude, Schulen, Sportstätten) sind meist zahlreiche Schlüssel im Umlauf. Beim Verlust einzelner Schlüssel müssen – um den Zugang durch Unbefugte auszuschließen – dann zahlreiche Schlüssel und Schließzylinder getauscht werden; die Kostenerstattung durch den „Verlierer“ ist – bei Beträgen im fünfstelligen Eurobereich – meist nicht möglich. Deshalb verlangen viele Einrichtungen (z. B. Universitäten) den Abschluss einer Schlüsselversicherung, bevor sie Schlüssel herausgeben. Die Schlüsselversicherung übernimmt üblicherweise die erwähnten Kosten, sofern dem „Verlierer“ nicht Vorsatz nachgewiesen werden kann.
Typische Versicherungssummen sind:
- im privaten Bereich eine Haftungssumme von 30.000 €, Selbstbehalt 150 €
- im privaten und beruflichen Bereich eine Haftungssumme von 50.000 €, Selbstbehalt 150 €

## Typischer Personenkreis
Typische Versicherungsnehmer sind (unter anderem):
- Schüler (z. B. der Mannschaftskapitän einer Fußballmannschaft, der einen Turnhallenschlüssel besitzt)
- Studierende und Angestellte von Hochschulen mit Zugang zu Labor- oder Büroräumen
- Angestellte öffentlicher Verwaltungseinrichtungen
- Nutzer öffentlicher Einrichtungen wie Turnhallen oder Jugendzentren
- Hausmeister
- Angestellte von Unternehmen mit eigenem Schlüssel für größere Gebäude
- Lehrkräfte

## Rückgang
Die verstärkte Verbreitung elektronischer Schlüssel (RFID, Chipkarte) erlaubt es, einzelne als verloren gemeldete Schlüssel zu sperren, ohne dass andere Schlüssel oder Schlösser getauscht werden müssten. Das rechtliche Risiko wird somit durch technische Neuerungen eliminiert; die Bedeutung von Schlüsselversicherungen wird künftig weiter sinken. Viele große Unternehmen benutzen mechanische Schlüssel nur noch für einzelne Räume, bei denen ein Tausch von Schließzylindern bei vertretbaren Kosten möglich ist.